# Macrochiridothea stebbingi
Macrochiridothea stebbingi là một loài chân đều trong họ Chaetiliidae. Loài này được Ohlin miêu tả khoa học năm 1901.